# Maria Ivogün
Maria Ivogün, all'anagrafe Ilse Kempner (Budapest, 18 novembre 1891 – Beatenberg, 3 ottobre 1987) è stata un soprano di coloratura ungherese.

## Biografia
Maria Ivogün nacque a Budapest nel 1891, figlia del colonnello austroungarico Pál Kempner e della cantante austriaca Ida von Günther. Trascorse l'infanzia a Zurigo e nel 1909 iniziò a studiare canto a Vienna. Un provino per la Wiener Staatsoper nel 1913 non andò a buon fine, ma in questa occasione fu notata da Bruno Walter, che la scritturò per il Nationaltheater. Qui esordì come Mimì ne La bohème.  
Tre anni dopo fece il suo debutto alla Wiener Staatsoper come Zerbinetta nell'Ariadne auf Naxos, su richiesta dello stesso Richard Strauss, che la considerava senza pari nella parte. Nello stesso anno fece il suo debutto nel ruolo della Regina della Notte, destinato a diventare il suo ruolo più celebre. Nello stesso anno espanse il suo repertorio cantando ruoli principali in Fidelio, Così fan tutte e Le nozze di Figaro. Nel 1917 fu nominata Kammersängerin in Baviera e cantò nel ruolo di Ighino nella prima mondiale di Palestrina al Prinzregententheater, accanto al tenore Karl Erb, che sposò nel 1921. Nella stagione 1925/26 esordì al Festival di Salisburgo, lasciò Monaco e seguì Walter alla Berlin Staatsoper, dove cantò fino al 1932. 
Sempre nel 1932 divorziò dal marito e si risposò con Michael Raucheisen. Attiva anche a livello internazionale, cantò al Teatro alla Scala, alla Royal Opera House e all'Opera di Chicago, dove apparve come Rosina nella stagione 1921/22. Problemi di vista posero fine alla sua carriera nell'opera nel 1932 e a quella da cantante di lieder nel 1934. Successivamente insegnò alla Università per la musica e le arti interpretative di Vienna e all'Universität der Künste Berlin, dove annoverò tra i suoi studenti Elisabeth Schwarzkopf e Rita Streich. 
Morì a Beatenberg nel 1987 e fu sepolta a Rain.

## Filmografia parziale
- Casanova, regia di Aleksandr Volkov (1927)